# سعید صیرفی‌زاده
سعید صیرفی‌زاده (زاده ۱۳۴۷) نویسنده آمریکایی ساکن نیویورک است. او در سال ۲۰۱۰ به خاطر کتاب «زمانی که تخته‌اسکیت‌ها رایگان خواهند شد» برندهٔ جایزهٔ وایتینگ شد. در سال ۱۳۹۳ مجموعه داستان کوتاه او با نام «برخورد کوتاه با دشمن» جزو راه‌یافتگان به فهرست نخستین جایزه رابرت بینگهام بود.

## زندگی‌نامه
سعید صیرفی‌زاده در سال ۱۳۴۷ از پدری ایرانی به نام محمود صیرفی‌زاده و مادری آمریکایی به نام مارتا هریس در بروکلین نیویورک به دنیا آمد. محمود صیرفی زاده و مارتا هریس هر دو عضو حزب کارگران سوسیالیست آمریکا بودند. پدر هنگامی که سعید نه‌ماهه بود خانواده را ترک کرد و به این ترتیب دوران کودکی سعید به همراه مادر در پیتسبرگ پنسیلوانیا و در شرایط سخت اقتصادی سپری شد. سعید تا ۱۸سالگی نتوانست پدر را ببیند
سعید صیرفی‌زاده خواهرزادهٔ مارک هریس نویسنده آمریکایی است.

## آثار

### داستان
داستان‌های کوتاه، مقالات و اشعار صیرفی‌زاده در روزنامه‌ها و مجلاتی همچون نیویورکر، پاریس‌ریویو، نیویورک‌تایمز، گرانتا و مک‌سوئینیز منتشر شده‌است.

### نمایشنامه
زندگینامه یک تروریست، نیویورک در حال خونریزی است، رؤیای طولانی تابستان برخی از نمایشنامه‌های وی هستند که در تالارهای مختلف شهر نیویورک به صحنه رفته‌اند.

### خاطرات
زمانی که تخته‌اسکیت‌ها رایگان خواهند شد عنوان خاطرات صیرفی‌زاده از دوران کودکی آمیخته با مسائل سیاسی و آرمان‌های چپ‌خواهانهٔ پدر و مادری از دو فرهنگ متفاوت است. پدری که خانواده را برای مبارزه ترک می‌کند و مادری که وفادار به آرمان‌های چپ به همراه کودک خود روزگار سختی را می‌گذراند. خاطرات سعید در ۳۲ فصل و به صورت غیر خطی روایت می‌شود.

## ترجمه آثار به فارسی
برخی از داستان‌های کوتاه صیرفی زاده را مترجمانی مانند گلی امامی و میلاد زکریا به فارسی برگردانده‌اند.